# Poncho

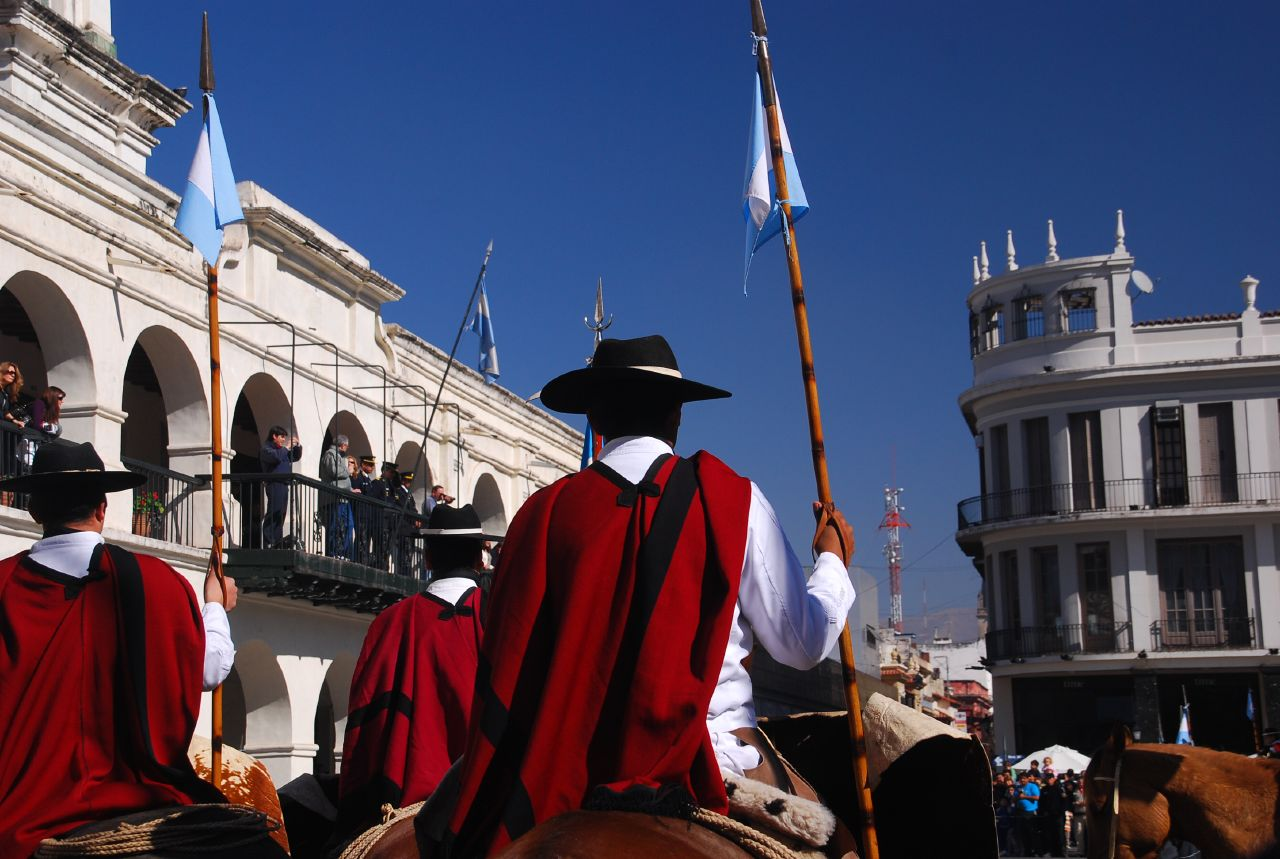
Gauchos desfilando con el poncho salteño en Salta, noroeste de Argentina.

El poncho es una prenda de vestir típica de Sudamérica. Se trata de un abrigo de diseño sencillo trozo rectangular de tela pesada y gruesa, en cuyo centro se ha practicado un tajo para pasar la cabeza. La tela se deja caer sobre el cuerpo, disponiendo los extremos de manera que permitan mover con facilidad los brazos. 

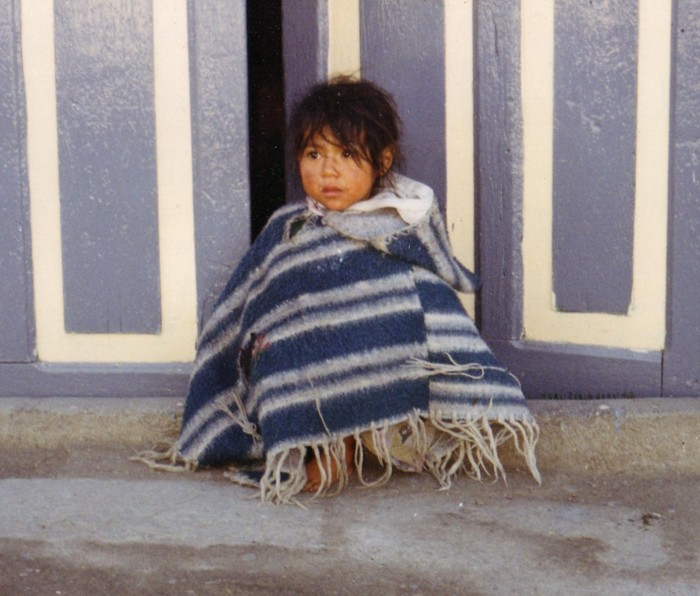
Niña ecuatoriana con poncho.

## Etimología

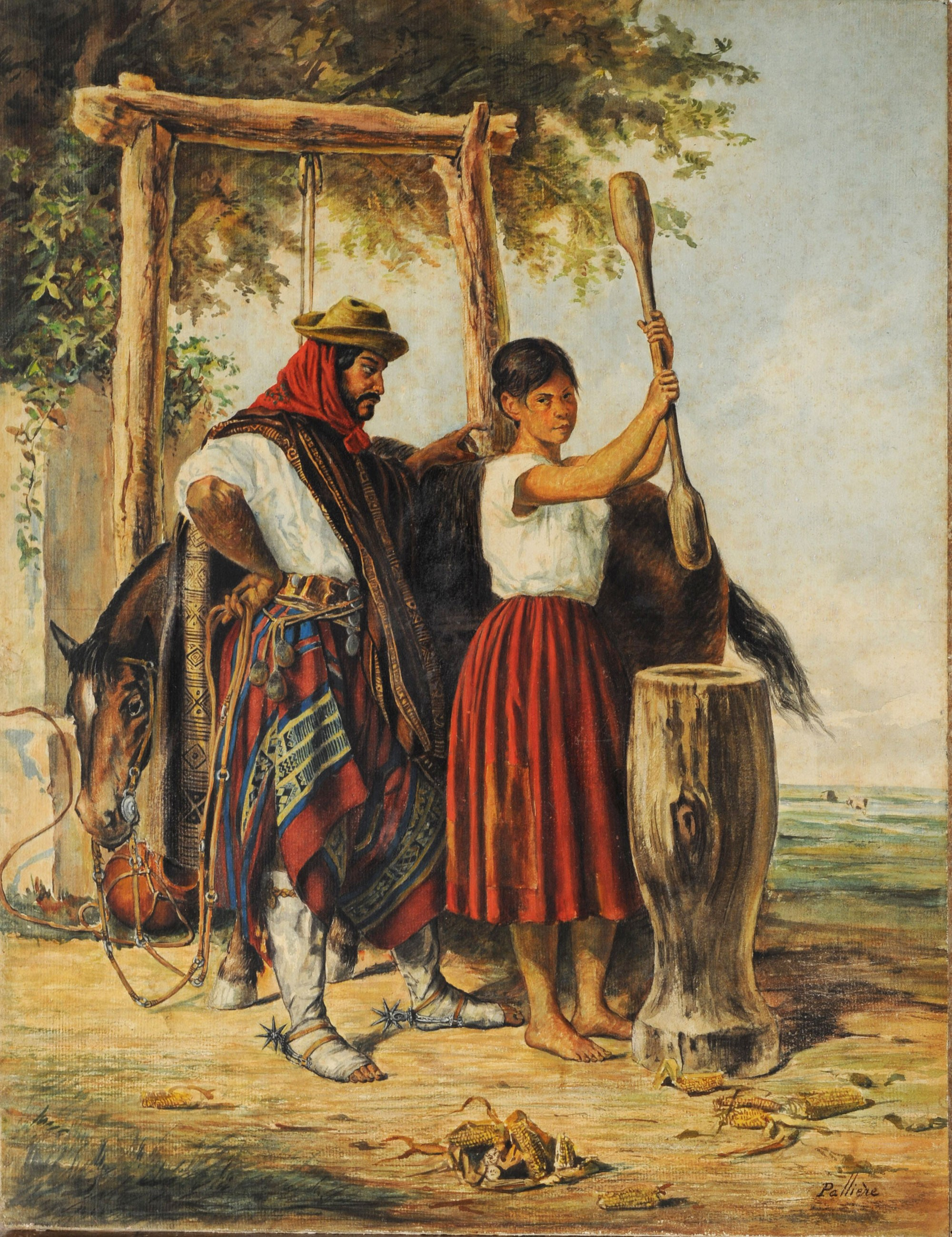
Gaucho argentino con poncho (1868).

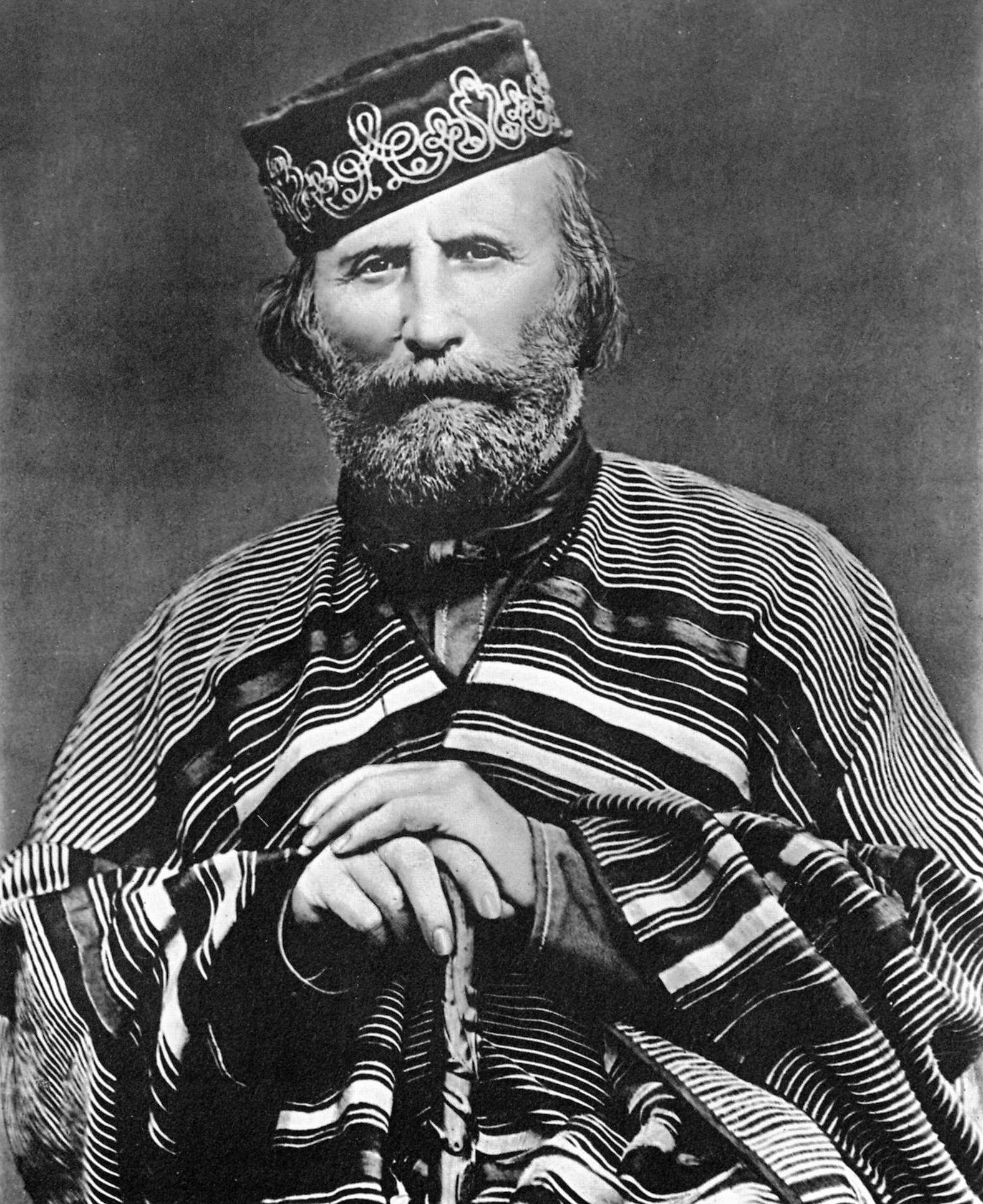
Tras vivir en Brasil y Uruguay, Giuseppe Garibaldi usó esta prenda durante la guerra de la unificación italiana (fotografía de 1866).

El origen etimológico de la palabra «poncho» es discutido entre su posible origen en el idioma español y su posible origen en lenguas amerindias. 
Para algunos estudiosos, como Diego Abad de Santillán en su Diccionario de argentinismos (1976), «poncho» es una castellanización de la voz quechua punchu, con el mismo significado; y según Lafone Quevedo podría relacionarse con punchaw, «el día», por la asociación simbólica entre sacar la cabeza por el tajo del poncho y la salida del sol.
Sin embargo, para otros, como María Millán de Palavecino, el nombre de esta prenda tendría su origen en el mapuche, si bien pontro significa «frazada» y poncho se dice makuñ. En un estudio sobre la historia del poncho en Argentina, se dice que la primera mención escrita del término en el territorio data de 1714 y que en un documento de 1737 se alterna el uso de «poncho» y «frezada» para una misma prenda.
Por otro lado, Marcos A. Morínigo y luego el filólogo español Joan Corominas en su Diccionario crítico etimológico castellano e hispánico, afirman su origen español y niegan su origen indígena americano basándose en una aparición de «poncho» con el sentido de «frazadilla» en la crónica de Alonso de Santa Cruz de 1530, años antes de la conquista del Imperio inca o del primer contacto entre mapuches y españoles.

## Origen y expansión

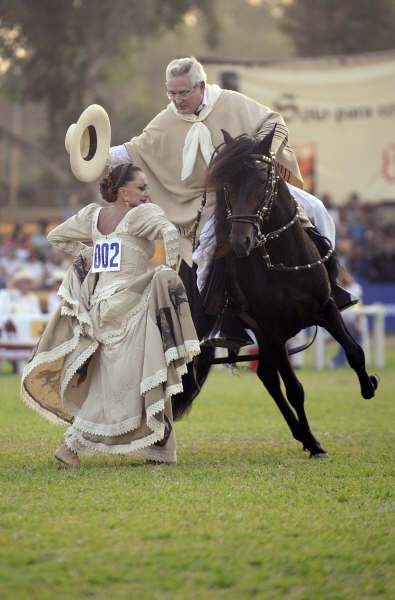
Chalán peruano, bailando marinera a caballo de paso.

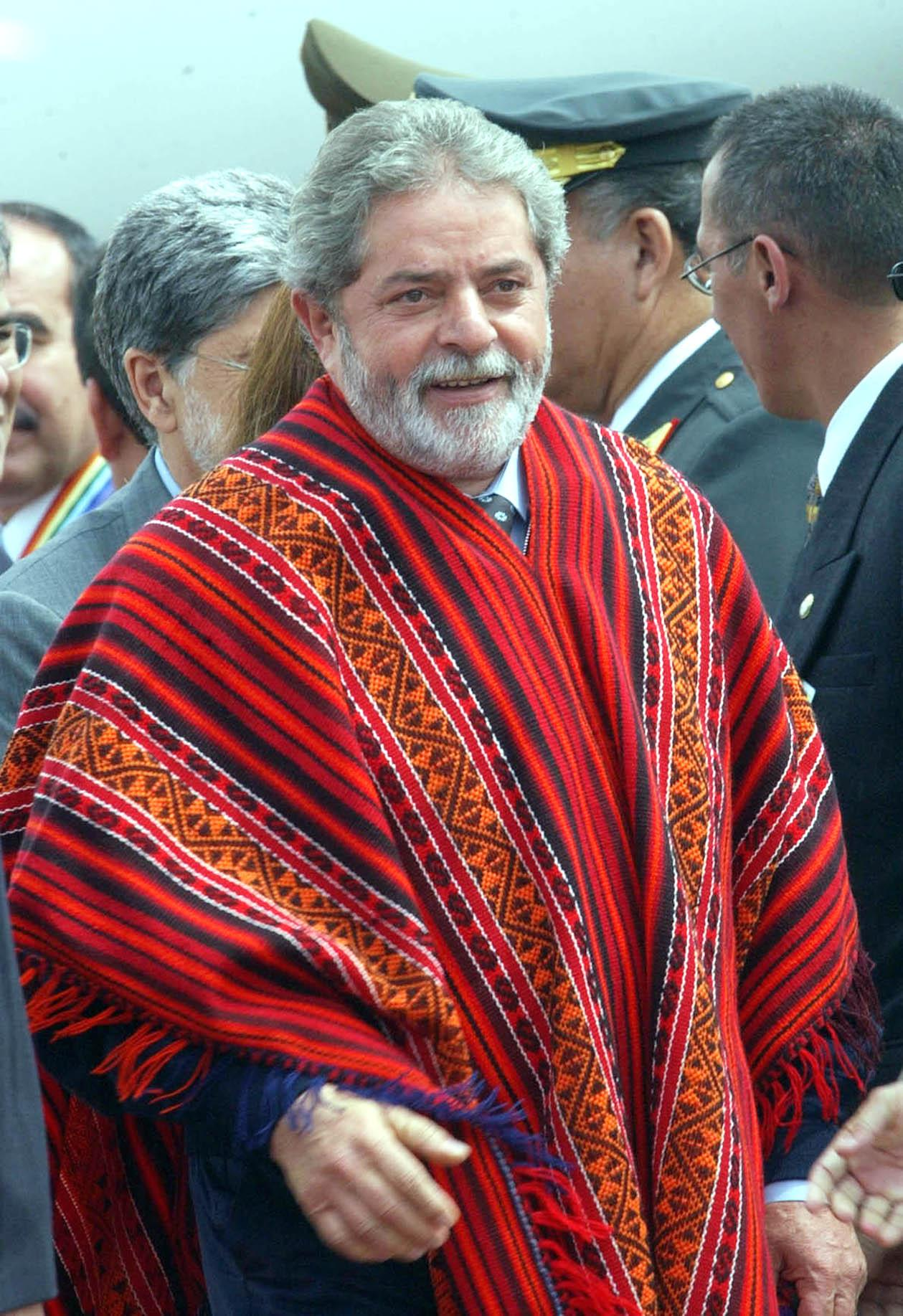
El actual presidente del Brasil (2002-2010) y (2023-), Lula da Silva, vistiendo un poncho.

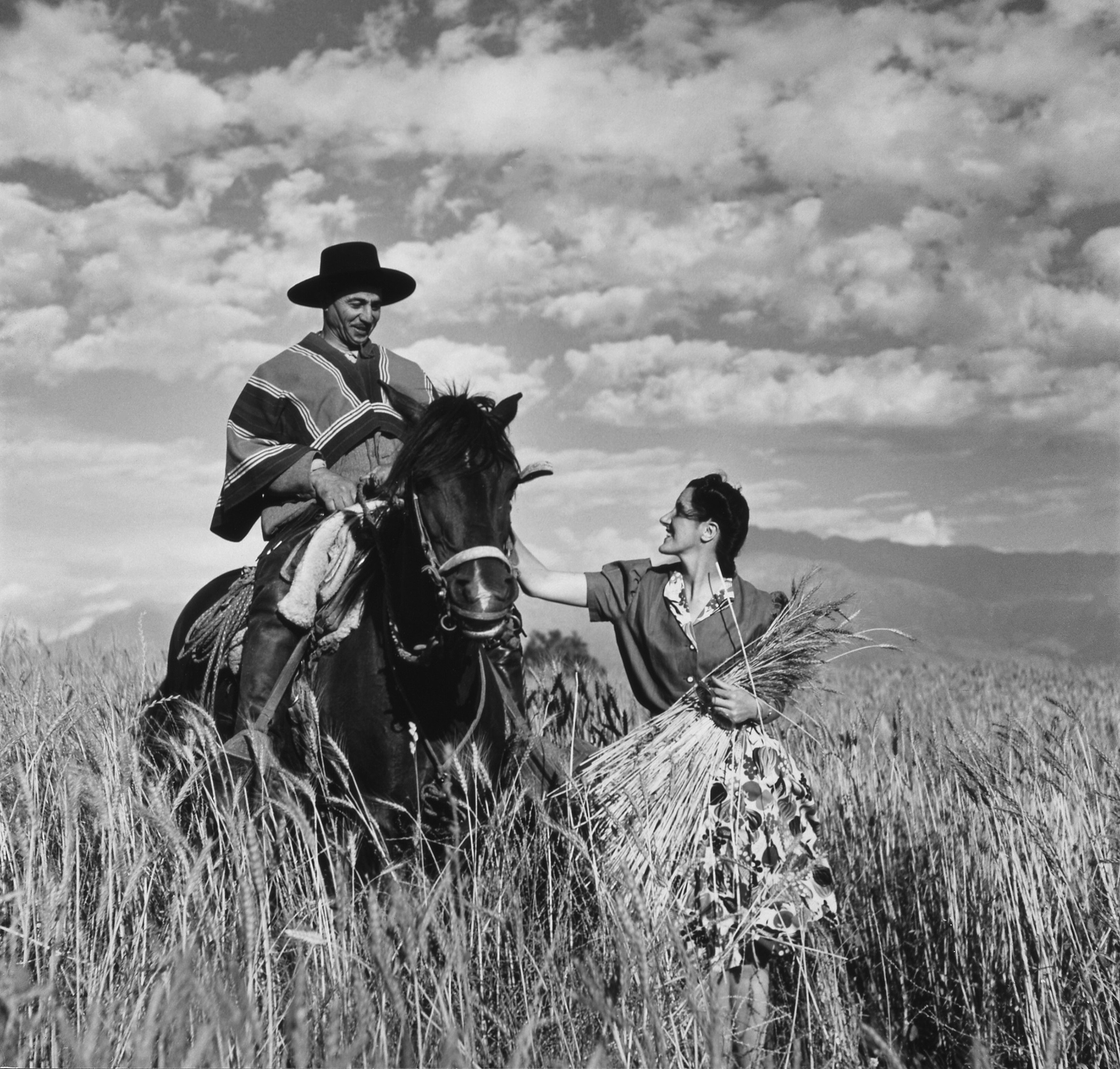
Poncho de huaso chileno, década de 1940.

En el contexto histórico, la elaboración de los ponchos se realiza tradicionalmente con fibra de lana de oveja, animal que fue introducido a las Américas por los europeos.
Se han descubierto prendas del año 100 de nuestra era pertenecientes a la cultura nazca, cultura que se desarrolló en la costa central del Perú, que pueden considerarse análogas a los ponchos aunque son muy diferentes al poncho tradicional. 
Algunos creen que se trata de una fusión de los capotes españoles con la manta tradicional de los indígenas muiscas, timotos y cuicas; y el nombre que se le otorga en Colombia y Venezuela ("ruana") se cree que se tomó de los paños que los españoles trajeron desde Ruan en Francia.
Algunos folcloristas, sin embargo, lo relacionan con las túnicas de la Antigüedad clásica (mencionando incluso su presencia en la Eneida) y las vestimentas eclesiásticas. La aparición de la palabra en una crónica de 1530, como se ha citado, es otro indicio de origen europeo.
En el pueblo de Grazalema en Andalucía existe una tradición de artesanos textiles de mantas y ponchos. Dice la Fundación Pública Andaluza de la Junta de Andalucía, "Como en las torres chatas de la iglesia de la Aurora, Grazalema conserva aquí otro parentesco con América: mantas y ponchos de caballistas que, como muchas canciones y ceremonias, son auténticos productos de “ida y vuelta” de los que nadie sabrá nunca si empezaron aquí o allí ni quién influyó en quién." Grazalema hasta el siglo XIX fue un pueblo importante de la provincia de Cádiz debido a sus productos de lana.
Por su sencillez, también se ha incorporado a la indumentaria militar, fabricándose actualmente de material impermeable.

### Argentina
Se utilizan ponchos de guarda, propios del diseño tradicional, con motivos pampa o andino (derivados de las tradiciones incas), estos últimos de la ciudad de Belén, Catamarca, provincia que es considerada: Capital nacional del Poncho. Cada provincia tiene un modelo particular de poncho. Por ejemplo, al poncho teñido de color punzó con franjas negras junto a los bordes en señal de luto por la muerte de Martín Miguel de Güemes, se conoce como poncho salteño. Como una prenda imprescindible lo utilizaron Artigas, el general José de San Martín, cubriendo con él su uniforme francés; los generales Gregorio Aráoz de Lamadrid, José María Paz, Gregorio Las Heras, Facundo Quiroga, Manuel Dorrego y Juan Manuel de Rosas, entre otros. Justo José de Urquiza, después de la batalla de Caseros, se paseó por Buenos Aires vistiendo traje de parada, sombrero de copa alta y poncho listado. Otros ponchos históricos fueron el blanco y celeste de Juan Lavalle, el rojo de Martín Güemes y el del general Conrado Villegas. También lo llevaron sacerdotes como el cura Brochero.  

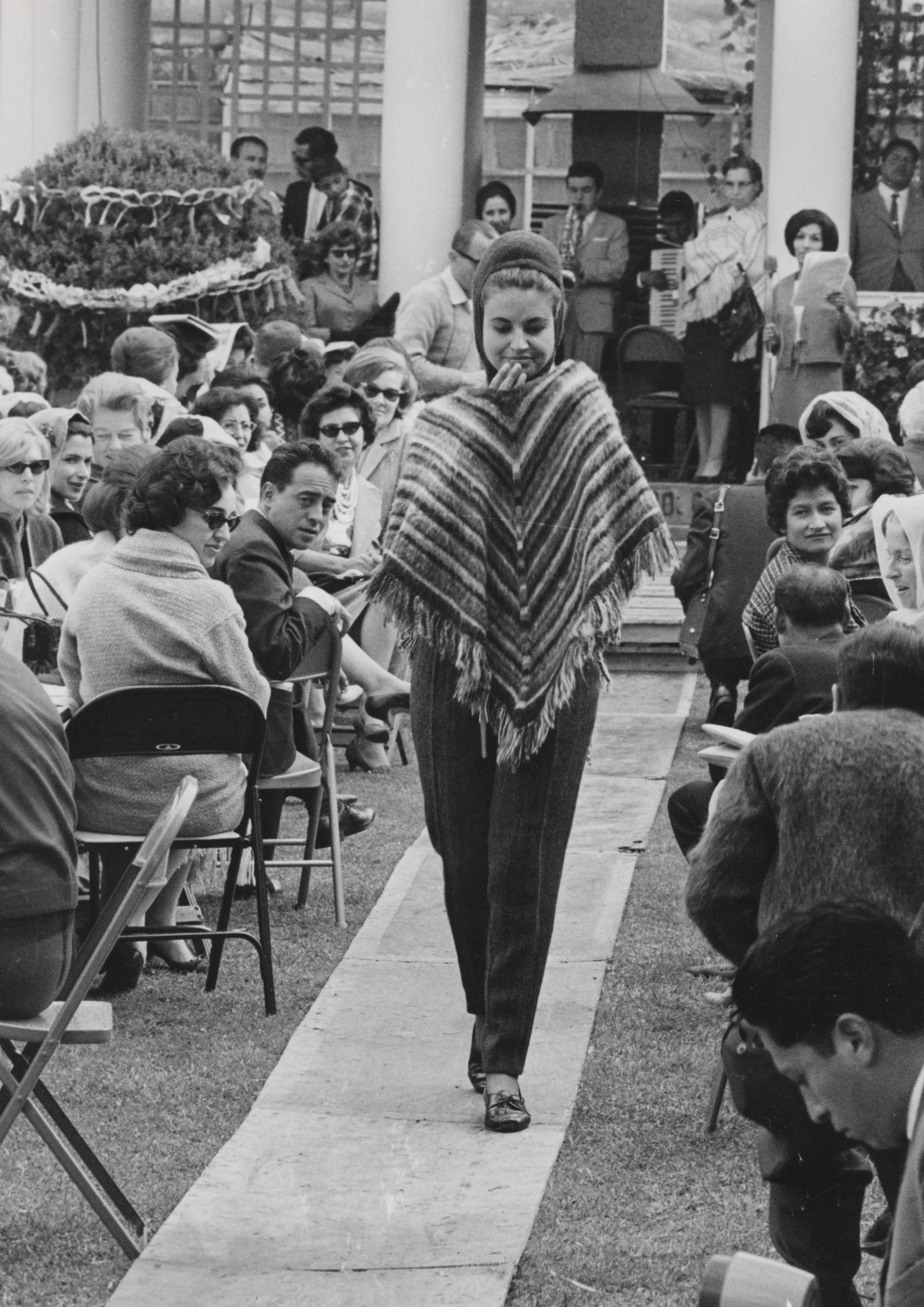
Modelo vistiendo el poncho diseñado por Wende en 1963.

### Bolivia
Es usado por campesinos de origen quechua o aimara y por otros grupos al sur del país. Suele ser de variados colores, según la región o el rango de la persona que lo lleva. También es usado como atuendo por grupos folclóricos musicales como los Kjarkas, Savia Andina, Awatiñas, grupo Bolivia entre otros. De igual forma, el poncho es incorporado en la indumentaria de una gran variedad de danzas bolivianas. En 1963 la diseñadora boliviana Daisy Wende reversionó el poncho, haciéndolo una prenda también femenina. 

### Brasil
En el estado de Río Grande del Sur el poncho es utilizado diariamente entre la población campesina y por los grupos folclóricos de música y danzas gaúchas.  

### Chile
El poncho chileno tiene el nombre de manta de huaso para los peones y manta de Castilla para los patrones, su origen español (aunque adaptado a las labores ganaderas de Chile) está documentado. Es parte del traje del huaso y fue reduciendo de tamaño por motivos de elegancia. Los trabajadores de los campos lo siguen usando en el tamaño normal. Durante el auge de la nueva canción chilena, los grupos musicales juveniles adoptaron el poncho como parte de su vestuario, entre estos Quilapayún o Inti Illimani.

### Colombia
Es parte de la indumentaria típica de la región Paisa y las regiones de clima templado de Boyacá y del nororiente de Cundinamarca. El origen de su uso está ligado a la región cundiboyacense del valle de Tenza. También se emplea en el norte del país, en zonas ganaderas y rurales en general. En el norte se usa recogido y cayendo desde la nuca hacia adelante del pecho o también, como se hace en la región Paisa, recogido sobre uno de los hombros, colgando una parte hacia adelante y otra hacia atrás. Es una prenda de menor tamaño y grosor que la ruana. Se fabrica generalmente con algodón, suele ser de color blanco o blanquecino, y lleva como adorno, en múltiples ocurrencias, cada centímetro y medio aproximadamente, hilos de colores: por ejemplo alternando, un hilo rojo, otro azul y otro amarillo, colores de la bandera colombiana.  

### Ecuador
El poncho es una prenda tradicional entre los ganaderos, vaqueros y arrieros de la sierra ecuatoriana, los chagras. La ganadería y sus oficios asociados se establecen en el actual territorio ecuatoriano con la llegada de vacas y caballos de España y Europa. Los ponchos de los chagras suelen ser llamados "ponchos de Castilla".
Adicionalmente al uso tradicional de los ganaderos, vaqueros y arrieros o "chagras", el poncho también es característico por su uso entre los pueblos amerindios de la sierra de Ecuador. A diferencia del uso del poncho por los chagras que proviene de una costumbre funcional a su oficio, los ponchos de las comunidades indígenas son usados como código de vestimenta estricto en el que cada comunidad o pueblo tiene un color o diseño específico. Este código de vestimenta fue establecido entre los siglo XVII y XVIII por las autoridades indígenas súbditas de la Corona española (república de indios) en los tiempos del virreinato de España para facilitar la identificación de las "tribus" por parte de las autoridades españolas. Esta regulación indígena-española de la vestimenta, que incluye el estilo de ponchos a usarse, ha sido conservada por decisión de las mismas comunidades amerindias en tiempos republicanos como signo de identidad (en ocasiones suelen creer erróneamente que los ponchos y su código de vestimenta son de origen precolombino).

### México
Se utilizaban desde antes de la llegada de los españoles a América, por los huastecos, aztecas, otomíes, totonacas y mayas. Esto se sabe por códices prehispánicos, estatuas y ponchos aún conservados de la época. En la actualidad, todavía se usan en la temporada de frío y como ropa de casa. Más bien se le llama jorongo.  

### Perú
Es una prenda de uso diario en amplios sectores de la población campesina. Esta prenda es típica en personajes simbólicos de diversas regiones peruanas, como el morochuco ayacuchano, el montonero arequipeño y el corilazo sureño. Se fabrica de diferentes materiales: algodón, lino, lana de alpaca principalmente, y a son hechos de diversos colores a la vez, utilizados comúnmente por chalanes norteños (jinetes de caballos de paso). De forma genérica se caracteriza por ser cuadrangular o rectangular, colgar desde los hombros hasta una altura inferior a la cintura por las partes trasera y frontal al igual que, en la mayoría de los casos, por sus laterales. carecer de mangas como tales, tener un hueco o abertura central donde se introduce la cabeza para que así la prenda cuelgue y se sujete apoyada desde los hombros. Esta abertura puede tener varias formas como las del tipo cuello de pico o redondo, además de estar abierta en su parte frontal desde ese cuello hasta el extremo situado en la parte más baja (a una altura de la cintura o inferior a esta) o poseer también botones o enganches para sujetar las dos partes de tela que cuelgan separadas sobre ambos brazos. En ocasiones también puede incluir variables como el cuello alto o el gorro. En sus dos extremos opuestos, el poncho típicamente puede llevar flecos de entre dos a cuatro pulgadas de largo, resultantes, bien de la falta de trama en la tela, o también debido a ideas peculiares de su diseñador.  

### Venezuela
Es parte del traje típico de los gochos auténticos de Mérida y en menor medida en Táchira, por ser parte de los tres estados que conforman la región andina del país, además se les denominan ruanas, y en la época de la colonización fue usada en todo el país, en los andes para el frío y en los llanos cubrirse del sol, eran revertirbles con colores azul para el clima fresco y rojo para el día soleado, en los estados andinos del país se usaban de lana con diseños y colores diferentes además de que los nativos los hacían con pieles de animales.

### Uruguay
Al igual que en el resto de la Cuenca del Plata, es la vestimenta tradicional del gaucho. El más tradicional en el país, es el poncho patria y se trata de un poncho de fieltro muy grueso, forrado con bayeta, típicamente teñida de rojo. Es quizás ésta bayeta, la que usaron los colorados para confeccionar su divisa.

## Fiesta del poncho

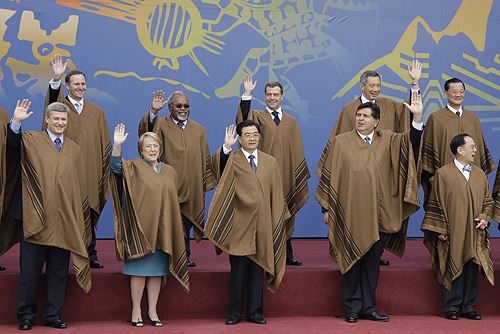
Presidentes de la APEC vistiendo ponchos peruanos. Lima, 2008

La Fiesta Nacional e Internacional del Poncho se celebra en la provincia argentina de Catamarca donde se la considera su «expresión cultural más importante». En ella se celebra al poncho de lana de vicuña y a sus tejedoras domésticas; las teleras.  
Fue instituida en 1954 como Festival del Tejido Catamarqueño, evocando las fiestas del esquileo de llamas y vicuñas, el hilado de su lana y el tejido de la misma. En 2007 se inauguró el  Predio Ferial Catamarca donde se realiza este evento. 

## Poncho militar
Una de las variedades actuales del poncho es el poncho militar, impermeable y mimetizado, que permite a los soldados y su impedimenta (por ejemplo, cubrir la eventual mochila o si no el fusil) protegerse de la lluvia, el relente, el rocío, formar una capa aislante que disminuya la pérdida de calor corporal al mismo tiempo que crea una capa térmica que aísla de las variaciones térmicas de la temperie y otras inclemencias del tiempo, así como acostarse en suelo húmedo, mejorar el camuflaje de la posición y otras utilidades.

Una de sus variantes es el poncho militar, así llamado porque es relativamente moderno y tal tipo de poncho suele ser usado por las Fuerzas Armadas argentinas y de otros países. Se caracteriza por ser impermeable y mimetizado, lo cual permite a los soldados y su impedimenta protegerse de la lluvia (antes de la invención de las telas sintéticas, ya los ponchos pampa y los de vicuña solían ser impermeables por la densidad y disposición de su tejido)  y otras inclemencias del tiempo, tumbarse en suelo húmedo, mejorar el camuflaje de la posición y disimular las formas del cuerpo del soldado y su equipaje en el contraste que el soldado pueda tener con su fondo visual.
Desde la segunda mitad del siglo XX existe el poncho militar, aunque ya desde el inicio de la guerra de Independencia Argentina las tropas patriotas solían usar poncho. El actual poncho militar suele ser muy ligero en peso y espesor y estar confeccionado con fibras sintéticas que le hacen, además de impermeable, muy liviano y fácilmente enrollable y, una vez enrollado y plegado, reducible a un bulto ligero y de pequeño tamaño. En Argentina el poncho militar suele ser de un color verde oscuro u oliva, teniendo la característica de poder, sin quitárselo, ser elevado sobre el bajo vientre merced a un fino cordel como, por ejemplo, para poder mingitar sin necesidad de quitarse este tipo de poncho. Con un par o más de ponchos militares de tipo argentino se puede improvisar una rudimentaria carpa (tienda de campaña) como para que el soldado pueda pernoctar en un vivac (campamento muy sencillo y casi siempre de poca duración).

### Poncho militar estadounidense
Es una indumentaria militar surgida en la segunda mitad del siglo XX a partir de los sarapes. Tiene como añadidos una capucha, bolsillos, y en lugar de ser cerrado por la parte delantera posee casi siempre cuatro abotonaduras o un cierre relámpago.